# خانه آموزگار
منزل آموزگار مربوط به دوره قاجار است و در شیراز، محله اسحق بیگ، کوچه نصیرنظام، پشت مسجدعلی خان واقع شده و این اثر در تاریخ ۱۱ دی ۱۳۸۰ با شمارهٔ ثبت ۴۶۷۸ به‌عنوان یکی از آثار ملی ایران به ثبت رسیده است.